# Васил Цанков
Васил Цанков Цанков е български учен, геолог-палеонтолог, дългогодишен професор и ръководител на катедрата по палеонтология в Софийския университет „Свети Климент Охридски“.

## Биография
Роден е на 2 април 1904 г стар стил в Горна Оряховица, като баща му Цанко Цанков е бил ветеринарен лекар. Завършва естествена история в Софийския университет през 1929 г. Известен е с факта, че на 27 октомври 1929 г. защитава първата докторска дисертация по естествени науки в Софийския университет.
Той е и първият геолог, защитил дисертация в България. Специализира палеонтология във Виена (1936), Париж (1938 – 1939) и Берлин (1941). В началото на 1939 г. е назначен за началник на секция „Геология“ при Министерството на търговията, а от началото на 1941 г. поема ръководството на отделение „Геоложки проучвания“ към новосъздадената дирекция „Природни богатства“, където въвежда за пръв път в България микропалеонтоложките методи. След края на 1944 г. се връща на работа в Софийския университет. През 1967 г. е избран за член-кореспондент на Българската академия на науките. В периода 1955 – 1966 г. е зам.-директор на Научноизследователския геологически институт при Управлението за минни и геоложки проучвания.
Научните му трудове са предимно в стратиграфията и палеонтологията на кредата. Професор Васил Цанков е основател и отговорен редактор на многотомната поредица „Фосилите на България“. Той е и създател на съвременната експозиция на Музея по палеонтология и исторична геология към Софийския университет. 
Погребан е в парцел 7 на Централните софийски гробища.

## Избрана библиография
- Цанков, Васил. Върху Валанжиена в С. И. България //  Списание на Българското геологическо дружество V (1).   1933. с. 87-93. Посетен на 31 август 2024.
- Цанков, Васил. Ехиниди от горната Креда в Северна България //  Годишник на Софийския университет. Физико-математически факултет. Книга 3 - Естествена история; Annuaire de l'Universite de Sofia. Faculte Physico-mathematique. Livre 3 - Sciences naturelles 30.   1934. с. 189-234. Посетен на 30 август 2024.
- Цанков, Васил; Бончев, Еким. Няколко Cephalopoda от Байосиена при с. Стратиджа, Ески-Джумайско //  Годишник на Софийския университет. Физико-математически факултет. Книга 3 - Естествена история; Annuaire de l'Universite de Sofia. Faculte Physico-mathematique. Livre 3 - Sciences naturelles 30.   1934. с. 235 - 254. Посетен на 30 август 2024.
- Цанков, Васил. Бележки върху рода Holcodiscus //  Годишник на Софийския университет. Физико-математически факултет. Книга 3 - Естествена история; Annuaire de l'Universite de Sofia. Faculte Physico-mathematique. Livre 3 - Sciences naturelles 31.   1935. с. 57-113. Посетен на 30 август 2024.
- Цанков, Васил. Принос към геологията на Девненската долина и околността ѝ между река Kамчия и румънската граница //  Годишник на Софийския университет. Физико-математически факултет. Книга 3 - Естествена история; Annuaire de l'Universite de Sofia. Faculte Physico-mathematique. Livre 3 - Sciences naturelles 33.   1937. с. 17- 85. Посетен на 30 август 2024.
- Бакалов, Петър; Цанков, Васил. Палеонтоложки определител (по В. Ю. Черкесов).   София, Университетска печатница, 1939.
- Цанков, Васил. Ръководство по микропалеонтология.   София, Държавно издателство "Наука и изкуство", 1955.
- Tzankov, V. Contribution a la connaissance de la faune tertiaire en Albanie //  Годишник на Софийския университет. Биолого-геолого-географски факултет. Книга 2 - Геология; Annuaire de l'Universite de Sofia. Faculte de biologie, geologie et geographie. Livre 2 - Geologie 49 (2).   1956. с. 157-158. Посетен на 30 април 2025.
- Tzankov, V.; Belmustakov, E. Contribution a la connaissance de la faune tertiaire en Albanie: I. La faune Oligocene des environ de Kortcha //  Годишник на Софийския университет. Биолого-геолого-географски факултет. Книга 2 - Геология; Annuaire de l'Universite de Sofia. Faculte de biologie, geologie et geographie. Livre 2 - Geologie 49 (2).   1956. с. 159-180. Посетен на 30 април 2025.
- Ilieva-Vergilova, D.; Tzankov, V. Contribution a la connaissance de la faune tertiaire en Albanie: II. Les echinides fossiles du helvetien de l'Albanie centrale //  Годишник на Софийския университет. Биолого-геолого-географски факултет. Книга 2 - Геология; Annuaire de l'Universite de Sofia. Faculte de biologie, geologie et geographie. Livre 2 - Geologie 49 (2).   1956. с. 181-201. Посетен на 30 април 2025.
- Цанков, Васил; Захариева-Ковачева, Красимира. Възрастта на въглищата от мина "Връшка чука" - Северозападна България //  Годишник на Софийския университет. Биолого-геолого-географски факултет. Книга 2 - Геология; Annuaire de l'Universite de Sofia. Faculte de biologie, geologie et geographie. Livre 2 - Geologie 52 (2).   1957-1958. с. 25-47. Посетен на 30 април 2025.
- Цанков, В.; Цанева, П.; Вапцарова, Я. Върху стратиграфията на горната креда и палеогена в Централна Северна България //  Годишник на Софийския университет. Биолого-геолого-географски факултет. Книга 2 - Геология; Annuaire de l'Universite de Sofia. Faculte de biologie, geologie et geographie. Livre 2 - Geologie 54 (2).   1959-1960. с. 223-255. Посетен на 30 април 2025.
- Цанков, В.; Кулаксъзов, Г.; Савов, С. Бележки върху стратиграфията на сенона в Югоизточните отдели на Ямболско //  Годишник на Софийския университет. Биолого-геолого-географски факултет. Книга 2 - Геология; Annuaire de l'Universite de Sofia. Faculte de biologie, geologie et geographie. Livre 2 - Geologie 55 (2).   1960-1961. с. 29-44. Посетен на 30 април 2025.
- Цанков, Васил; Кехайова, Маргарита. Бележки върху стратиграфията на горната креда и палеогена в Айтоска Стара планина //  Годишник на Софийския университет. Биолого-геолого-географски факултет. Книга 2 - Геология; Annuaire de l'Universite de Sofia. Faculte de biologie, geologie et geographie. Livre 2 - Geologie 56 (2).   1963. с. 51-60. Посетен на 30  април 2025.
- Цанков, Васил; Каменова, Й.; Симеонов, Ант.; Вапцарова, Я. Стратиграфия на горната креда между долината на Осъм и Дунав //  Годишник на Софийския университет. Геолого-географски факултет. Книга 1 - Геология; Annuaire de l'Universite de Sofia. Faculte de geologie et geographie. Livre 1 - Geologie 57 (1).   1964. с. 217-240. Посетен на 30  април 2025.
- Tzankov, V. Mitrocarpina bulgarica n. sp. du Maestrichtien de la Bulgarie du Sud-Ouest //  Годишник на Софийския университет. Геолого-географски факултет. Книга 1 - Геология; Annuaire de l'Universite de Sofia. Faculte de geologie et geographie. Livre 1 - Geologie 58 (1).   1965. с. 13-18. Посетен на 30  април 2025.
- Цанков, Васил. За присъствието на Plagioptychus bellunensis Mennessier в турона при с. Ляленци - Трънско, Югозападна България //  Годишник на Софийския университет. Геолого-географски факултет. Книга 1 - Геология; Annuaire de l'Universite de Sofia. Faculte de geologie et geographie. Livre 1 - Geologie 58 (1).   1965. с. 21-24. Посетен на 30  април 2025.
- Цанков, Васил; Дачев, Д. Фосилни риби от горната креда и палеогена в България //  Годишник на Софийския университет. Геолого-географски факултет. Книга 1 - Геология; Annuaire de l'Universite de Sofia. Faculte de geologie et geographie. Livre 1 - Geologie 59 (1).   1966. с. 1-22-. Посетен на 30 април 2025.
- Цанков, Васил. Палеонтология.   София, Наука и изкуство, 1969.
- Стратиграфия на България (редакция Цанков, Васил; Хр. Спасов).   София, Наука и изкуство, 1968.
- Фосилите на България (обща редакция Васил Цанков).   София, Издателство на БАН, 1958 -.
- Цанков, Васил;  Памукчиев, Ангел; Мотекова, Нонка. Бележки върху стратиграфията на горната креда при с. Добруша //  Годишник на Софийския университет. Геолого-географски факултет. Книга 1 - Геология; Annuaire de l'Universite de Sofia. Faculte de geologie et geographie. Livre 1 - Geologie 61 (1).   1969. с. 27-31. Посетен на 31  август 2024.
- Цанков, Васил. Върху присъствието на валанж в района на "Три уши", Драгоманско //  Годишник на Софийския университет. Геолого-географски факултет. Книга 1 - Геология; Annuaire de l'Universite de Sofia. Faculte de geologie et geographie. Livre 1 - Geologie 63 (1).   1970-1971. с. 37-40. Посетен на 2 май 2025.
- Цанков, Васил; Недялкова, Л. Ново находище на горнокредни утайки в Краището //  Годишник на Софийския университет. Геолого-географски факултет. Книга 1 - Геология; Annuaire de l'Universite de Sofia. Faculte de geologie et geographie. Livre 1 - Geologie 63 (1).   1970-1971. с. 41-45. Посетен на 2 май 2025.
- Цанков, Васил; Я. Вапцарова; M. Кехайова; Н. Мотекова. Бележки върху прекъсванията на Горнокредния седиментационен цикъл в Североизточна България //  Годишник на Софийския университет. Геолого-географски факултет. Книга 1 - Геология; Annuaire de l'Universite de Sofia. Faculte de geologie et geographie. Livre 1 - Geologie 65 (1).   1972. с. 69-71. Посетен на 31  август 2024.
- Tzankov, V. Sur une curiosité dans l'anatomie de la coquille d'un nautilus //  Годишник на Софийския университет. Геолого-географски факултет. Книга 1 - Геология; Annuaire de l'Universite de Sofia. Faculte de geologie et geographie. Livre 1 - Geologie 65 (1).   1972. с. 230-232. Посетен на 1  септември 2024.
- Цанков, Васил. За някои увлечения в палеонтологията //  Списание на Българското геологическо дружество 40 (2).   1979. с. 205-206. Посетен на 2 май 2025.
- Цанков, Васил; Памукчиев, Ангел; Чешмеджиева, Виолета; Мотекова, Нонка. Фосилите на България V Горна креда: Големи фораминифери, Anthozoa, Gastropoda, Bivalvia.   София, Издателство на Българската академия на науките, 1981. OCLC 31018111.
- Цанков, Васил. Фосилите на България Va Горна креда: Cephalopoda (Nautiloidea, Ammonoidea) et Echinodermata (Echinoidea).   София, Издателство на Българската академия на науките, 1982. OCLC 1014711410.
- Tzankov, V.; S. Breskovski. Volume et contenu de la famille Holcodiscidae Spath, 1924 //  C. R. Acad. Bulg. Sci. 35 (4).   1982. с. 491-493.
- Tzankov, V.; S. Breskovski. Ammonites des familles  Holcodiscidae Spath, 1924 et Astieridiscidae Tzankov & Breskovski, 1982. I. Stratigraphie et notes phylogénétiques //  Geologica Balcanica 15 (3).   1985. с. 45-62.
- Tzankov, V.; S. Breskovski. Ammonites des familles Holcodiscidae Spath, 1924 et Astieridiscidae Tzankov & Breskovski, 1982. II. Description paléontologique, //  Geologica Balcanica 15 (5).   1985. с. 3-53.
- Цанков, Васил. Спомени за професор Стефан Бончев //  Спомени за Софийския университет. Т. 1.   София, Университетско издателство „Климент Охридски“, 1988. с. 243 – 247.